# Veronica Domingo
Veronica Domingo (27 de junio de 1979) es una deportista filipina que compitió en taekwondo. Ganó dos medallas de bronce en los Juegos Asiáticos en los años 2002 y 2006, y una medalla de plata en el Campeonato Asiático de Taekwondo de 2002.

## Palmarés internacional
| Juegos Asiáticos    | Juegos Asiáticos      | Juegos Asiáticos  | Juegos Asiáticos |
| Año                 | Lugar                 | Medalla           | Categoría        |
| ------------------- | --------------------- | ----------------- | ---------------- |
| 2002                | Busan (Corea del Sur) | Medalla de bronce | –67 kg           |
| 2006                | Doha (Catar)          | Medalla de bronce | –63 kg           |
| Campeonato Asiático |                       |                   |                  |
| Año                 | Lugar                 | Medalla           | Categoría        |
| 2002                | Amán (Jordania)       | Medalla de plata  | –67 kg           |